# Paul Pajduch
Paul Pajduch (* 7. November 1993 in Leoben) ist ein österreichischer Fußballfunktionär und ehemaliger Fußballtorhüter. Seit Oktober 2024 ist er der Technische Direktor der TSG 1899 Hoffenheim.

## Leben und Fußballkarriere

### Spielerkarriere (1999–2019)
Pajduch begann seine Karriere beim ESV Mürzzuschlag, wo er über dem Atus Langenwang, St. Marein/St. Lorenzen und ATV Irdning mit kurzen Abstechern zuvor beim Kapfenberger SV landete.
In der Saison 2010/2011 wurde er mit seinem damaligen Verein dem Kapfenberger SV Meister der Landesliga Steiermark und erspielte sich seinen ersten und einzigen Titel als Spieler.
Beim Kapfenberger SV wurde er 2011 in den Kader der zweiten Mannschaft geholt und absolvierte zwei Spiele in der Regionalliga Mitte. Sein Debüt in der höchsten österreichischen Spielklasse gab er am 17. Mai 2012 gegen den SV Mattersburg als er in der 68. Minute wegen einer roten Karte von Patrick Kostner eingewechselt wurde. Das Spiel im Pappelstadion endete 0:2. Dies blieb aber auch sein einziger Einsatz in der Bundesliga. In der Saison 2013/14 gelang ihm gegen den SAK Klagenfurt ein Tor, in Minute 48 verwandelte Pajduch einen Elfmeter.
2014 wechselte Pajduch ablösefrei zu dem USV Mettersdorf. In Mettersdorf kam er zu insgesamt 49 Einsätzen in der Liga kam. 

### Zeit als Fußballfunktionär (seit 2018)
Noch während Pajduch als Torhüter für den SC Kalsdorf spielte, fing er im Sommer 2018 als Spielanalyst beim SK Sturm Graz an und übernahm dort später die Rolle des Chefscouts. Ende Juli 2024 wurde er zum Technischen Direktor befördert. Während seiner Zeit in Graz gewann der Verein in der Saison 2023/24 die Meisterschaft sowie in den Jahren 2023 und 2024 den nationalen Pokal.
Im Oktober 2024 wechselte Pajduch zusammen mit Geschäftsführer Andreas Schicker zur TSG 1899 Hoffenheim und wurde in Deutschland neuer Technischer Direktor des Bundesligisten.